# Chapati

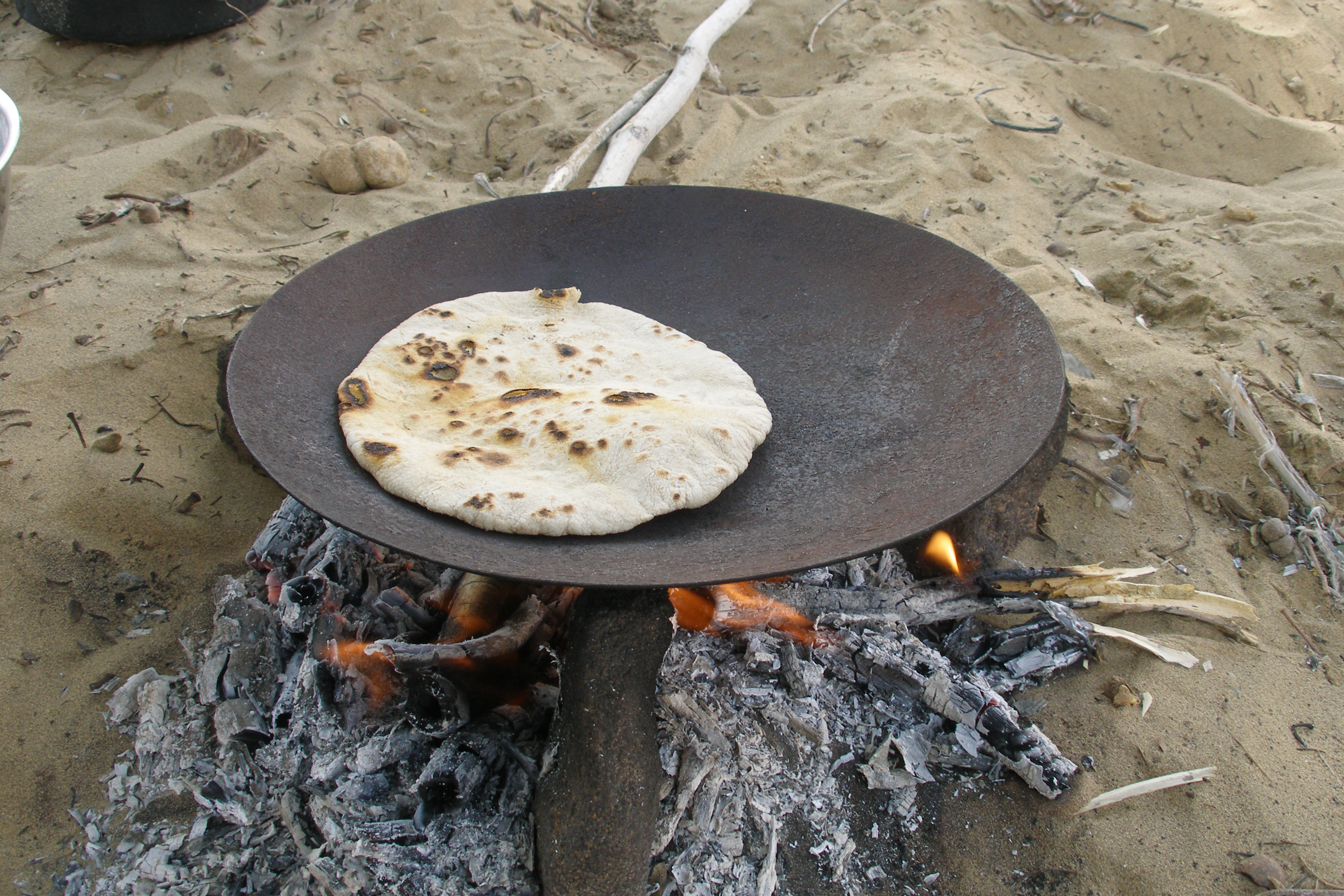
Chapati in einer Tawa auf offenem Feuer anstelle des üblichen Tonofens Chulha gebacken

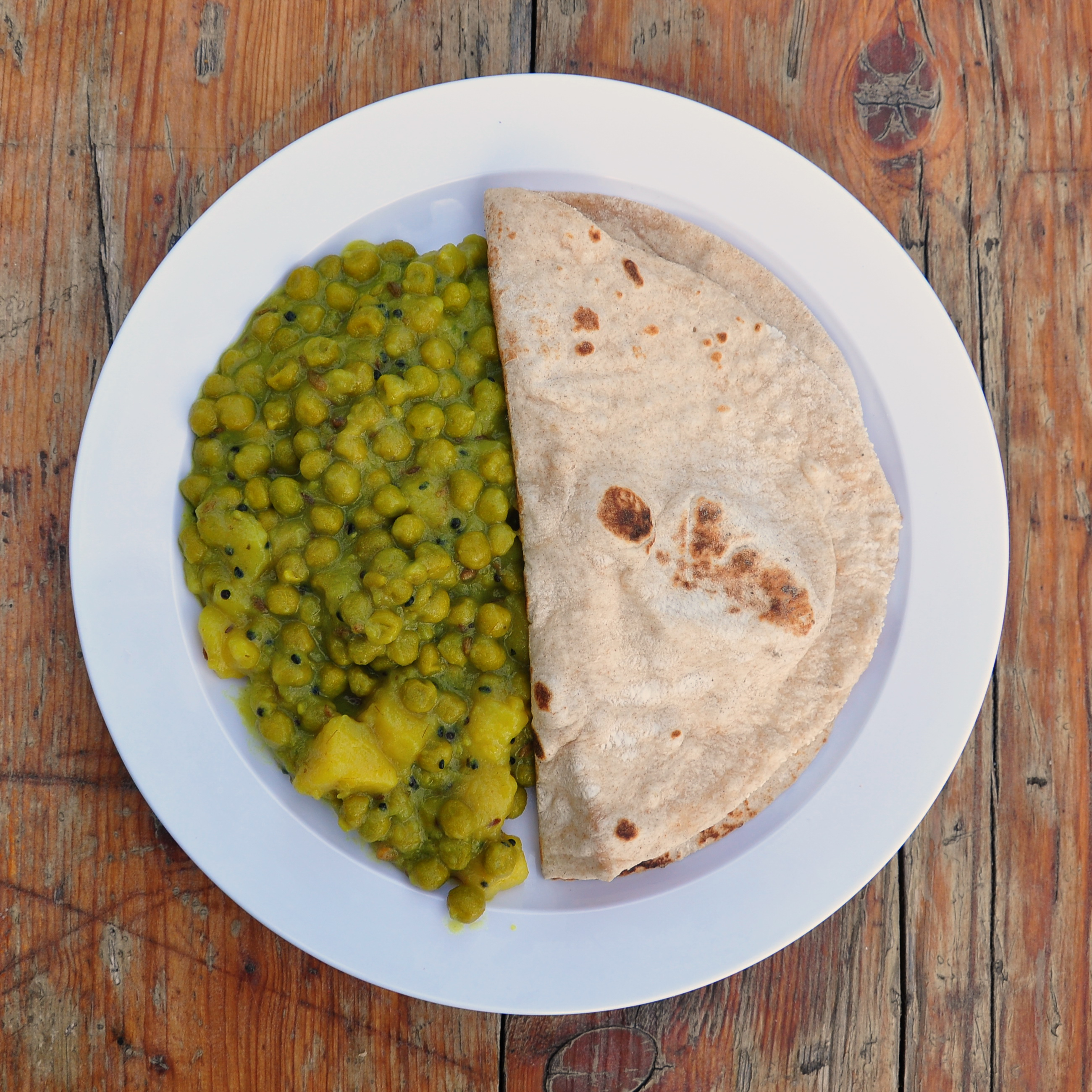
Chapati mit Linsen-und-Karotten-Curry

Chapati oder Roti (Urdu: روٹی, Hindi: चपाती = „flach“ oder „platt“; रोटी [roṭī]) ist ein ungesäuertes Fladenbrot. Es wird traditionell aus Atta, einem Vollkornmehl aus Weizen, zubereitet. Restaurants benutzen häufig auch Maida, ein hoch-raffiniertes und gebleichtes Weizenmehl.

## Verbreitung
Der Ursprung der Fladenbrote liegt möglicherweise in Vorderasien („Fruchtbarer Halbmond“) bzw. auf dem indischen Subkontinent; in Pakistan und Nordindien gehören sie seit langer Zeit zu den Hauptnahrungsmitteln. Von dort sind sie von indischen Auswanderern auch nach Ostafrika gebracht worden und gelten in Kenia, Uganda, Tansania und Ruanda unter demselben Namen als traditionelles Fladenbrot aus Weizenmehl. Aber auch in den Maghreb-Staaten sind ungesäuerte Fladenbrote unter dem Namen Djapati verbreitet.
Die Bezeichnung „Roti“ verbreitete sich mit indischen Auswanderern unter anderem in der Karibik, Mauritius, Malaysia und Thailand. Teils weichen die Zubereitungen dieser Varianten jedoch sehr stark von der ursprünglichen Rezeptur ab.

## Zubereitung

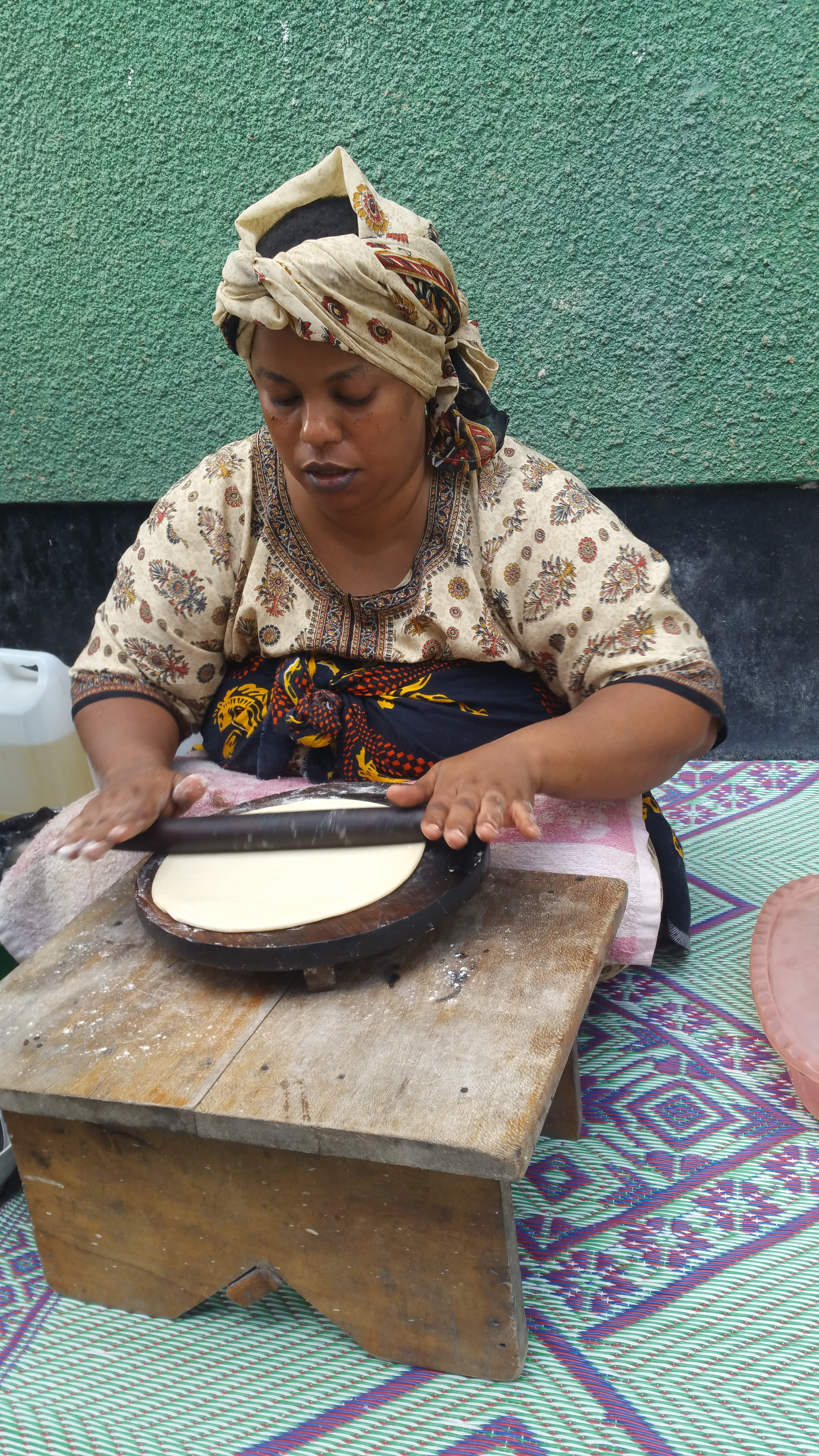
Teigverarbeitung in Tansania

Zur Herstellung von Chapati wird Mehl mit Wasser, optional auch etwas Ghee oder Öl und Salz zu einem Teig verarbeitet. Nach einer kurzen Ruhezeit wird dieser dünn ausgerollt und auf einer Eisenplatte Tawa von beiden Seiten gebacken, wobei sie sich aufblähen sollen. Nach dem Backen kann das Brot mit Butter oder Ghee bestrichen werden.
Eine Variante sind die sogenannten Phulka, die über offener Flamme geröstet werden und sich dabei wie Puri aufblähen.
Für Tanduri Roti wird der ausgerollte Teig, anstatt auf einer Tawa, wie Naan in einem Tandur gebacken.